# Carlo Maria Cordio
Carlo Maria Cordio (Roma, 24 febbraio 1952) è un musicista italiano. È esecutore, compositore, arrangiatore e direttore d'orchestra.

## Biografia
Nato a Roma nel 1952, inizia lo studio del pianoforte privatamente all'età di 5 anni. In seguito frequenta il Conservatorio Santa Cecilia, dove ha consegue il diploma nel 1970. Successivamente segue i corsi di perfezionamento di composizione e direzione d'orchestra presso l'Accademia Musicale Chigiana. Si è dedicato anche allo studio dell'organo a canne frequentando i corsi presso il Pontificio istituto di musica sacra a Roma; è stato organista ufficiale della basilica di San Paolo fuori le mura di Roma e ha al suo attivo numerosi concerti di musica sacra eseguita su organi a canne Tamburini e Mascioni in svariate cattedrali italiane.
Subito dopo il diploma, la Hammond gli propone di diventare docente di musica e concertista per i suoi organi. Carlo Maria unirà all'attività concertistica classica e jazzistica nazionale e internazionale, l'attività di esecutore esclusivo per la Hammond Italia, riscuotendo il personale apprezzamento artistico diretto di musicisti quali Jimmy Smith, Brian Rodwell, Jackie Davis, Klaus Wünderlich e Keith Beckingham.
Nel 1976 inizia a prestare la sua opera come esecutore, compositore, arrangiatore e direttore d'orchestra, collaborando con case discografiche come la RCA, la CBS, la Fonit Cetra nonché con la Rai, dove è stato pianista e tastierista nell'Orchestra dei ritmi leggeri sotto la direzione di noti maestri d'orchestra tra cui Bruno Canfora, Pino Calvi, Roberto Pregadio, Gianni Ferrio. È stato esecutore al pianoforte e interprete nelle varie tipologie di strumenti a tastiera nella produzione di colonne sonore cinematografiche e di dischi. Vanta collaborazioni con musicisti quali Keith Emerson, Jerry Goldsmith, Maurice Jarre, Basil Poledouris, Ennio Morricone, Riz Ortolani, Armando Trovajoli, Nino Rota, Stelvio Cipriani, Detto Mariano, Nicola Piovani, Carlo Savina, Piero Piccioni; tra i cantanti con cui ha lavorato, si ricordano Ornella Vanoni, Fred Bongusto, Claudio Villa, Antonello Venditti e Franco Califano.
Ha inoltre lavorato come arrangiatore e direttore d'orchestra con artisti quali Edoardo Vianello e Wilma Goich (I Vianella), nonché con Domenico Modugno, con cui ha collaborato per i suoi concerti in Italia e nel mondo per diversi anni. Ha svolto la sua attività artistica anche negli Stati Uniti, firmando le colonne sonore di numerosi film, tra cui La casa 4, Curse II: The Bite, Sulla strada, a mezzanotte. In Italia ha composto e orchestrato un notevole numero di colonne sonore; ha inoltre composto le parti di musica elettronica della colonna musicale dei film di Federico Fellini Prova d'orchestra e La città delle donne.
Ha diretto per diversi anni l'orchestra Marche Big Band, con la quale ha effettuato concerti con un repertorio internazionale spaziando dalla musica jazz alla colonna sonora da film. Svolge concerti all'organo Hammond sia come solista che con la formazione Hammond Red Jam ed è direttore e arrangiatore della Polyphonia Big Band, del Wonderland Ensemble e di Man in Frack, una formazione che ripropone, con i suoi arrangiamenti originali, una gran parte del repertorio di Domenico Modugno.
È sua la sigla del cartone animato Vultus 5 e l'arrangiamento della versione italiana della sigla di Jeeg robot d'acciaio.

## Filmografia

### Cinema
- La zia svedese, regia di Mario Siciliano (1980)
- Carnalità morbosa, regia di Mario Siciliano (1981)
- Rosso sangue, regia di Joe D'Amato (1981)
- Io, Chiara e lo Scuro, regia di Maurizio Ponzi (1982)
- Madonna che silenzio c'è stasera, regia di Maurizio Ponzi (1982)
- Caligola - La storia mai raccontata, regia di Joe D'Amato (1982)
- Ator l'invincibile, regia di Joe D'Amato (1982)
- Una vergine per l'Impero Romano, regia di Joe D'Amato (1983)
- Messalina orgasmo imperiale, regia di Joe D'Amato (1983)
- Endgame - Bronx lotta finale, regia di Joe D'Amato (1983)
- Son contento, regia di Maurizio Ponzi (1983)
- Perverse oltre le sbarre, regia di Gianni Siragusa (1984)
- L'ultimo guerriero, regia di Romolo Guerrieri (1984)
- Anno 2020 - I gladiatori del futuro, regia di Joe D'Amato (1984)
- Lone Runner - Lo scrigno dei mille diamanti, regia di Ruggero Deodato (1986)
- Iron Warrior, regia di Alfonso Brescia (1987)
- Aenigma, regia di Lucio Fulci (1987)
- Killing Birds, regia di Claudio Lattanzi (1987)
- Quando Alice ruppe lo specchio, regia di Lucio Fulci (1988)
- Il fantasma di Sodoma, regia di Lucio Fulci (1988)
- Fuoco incrociato, regia di Alfonso Brescia (1988)
- La casa 4, regia di Fabrizio Laurenti (1988)
- Paura nel buio, regia di Umberto Lenzi (1989)
- Miami Cops, regia di Alfonso Brescia (1989)
- Curse II: The Bite, regia di Fred Goodwin (1989)
- Sonny Boy, regia di Robert Carrol (1989)
- Streghe, regia di Alessandro Capone (1989)
- Il treno (Beyond the Door III), regia di Jeff Kwitny (1989)
- Esagerata, regia di Arduino Sacco (1989)
- Terminator 2, regia di Bruno Mattei (1989)
- Sulla strada, a mezzanotte, regia di Bob Bralver (1990)
- La casa 5, regia di Claudio Fragasso (1990)
- Non aprite quella porta 3, regia di Claudio Fragasso (1990)
- Quest for the Mighty Sword, regia di Joe D'Amato (1990)
- Sangue negli abissi, regia di Joe D'Amato (1990)
- Troll 2, regia di Claudio Fragasso (1990)
- Contamination .7, regia di Fabrizio Laurenti (1990)
- Metti un diavolo a cena, regia di Arduino Sacco (1991)
- Body Puzzle, regia di Lamberto Bava (1992)
- Non chiamarmi Omar, regia di Sergio Staino (1992)
- Est di notte, regia di Arduino Sacco (1992)
- Agnieszka, regia di Diego Febbraro (1993)
- Dietro la pianura, regia di Gerardo Fontana e Paolo Girelli (1994)
- Tuono di proiettile, regia di Vincent Riotta (1995)
- O Prego, regia di João Maia (1997)
- Cartavetrata, regia di Arduino Sacco (come Gabriele Fontana) (1999)
- Seth Happens, regia di Dane Bowling (2008)
- The City of Dunwich, regia di Chris Milewski (2023)

### Televisione
- Oltre Eboli, regia di Adolfo Lippi - film TV (1981)
- Aeroporto internazionale - serie TV (1985)
- L'uomo che parla ai cavalli, regia di Nanni Fabbri e Raffaele Meloni - film TV (1987)
- I giorni della grande sfida, regia di Giuseppe Masini - serie TV (1995)
- Speciale film L'Atlantide, realizzato da Ennio Guarnieri (1992)

## Pubblicità
- Elezioni - Sigla (1987)
- Telefono giallo (1989)
- AGIP
- Onda Verde
- Viaggiare informati